# Ammasso di Perseo
L'Ammasso di Perseo (Abell 426) è un ammasso di galassie situato a circa 240 milioni di anni luce dalla Terra, e fa parte del superammasso di Perseo-Pesci. Ne fanno parte circa 190 galassie delle quasi mille che formano il Superammasso di Perseo-Pesci.
Inizialmente fu denominato Per X-1, finché le osservazioni nel 1970 con il satellite Uhuru confermarono la presenza di un ammasso di galassie.
La componente più brillante è la galassia NGC 1275, chiamata anche Perseus A, una radiogalassia che domina il centro dell'ammasso ed è formata da due galassie distinte.
Osservato ai raggi X l'ammasso di Perseo è il più brillante oggetto dell'universo conosciuto.

## Galleria d'immagini

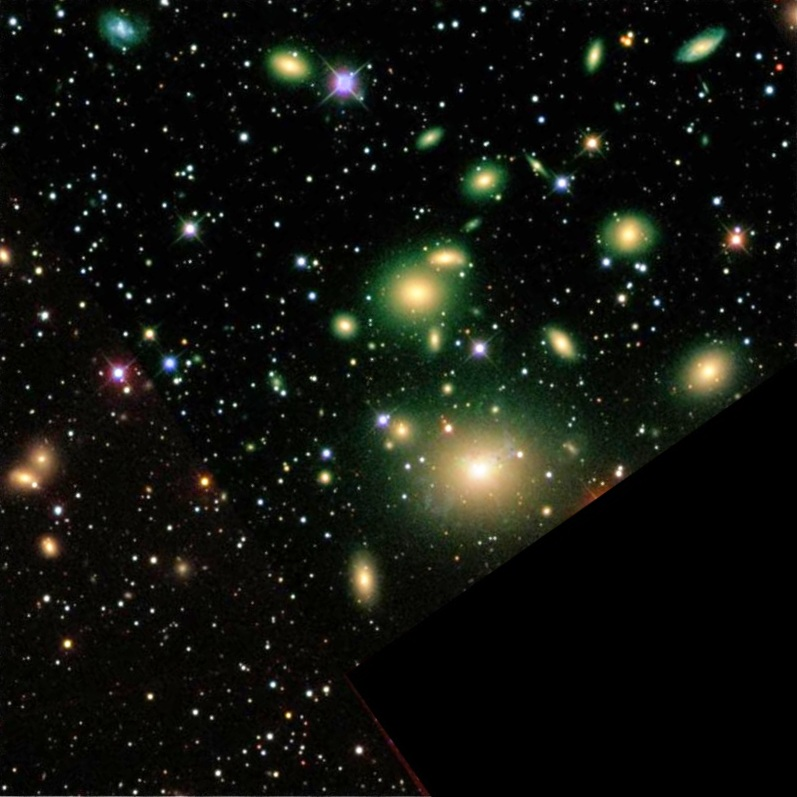
Ammasso di Perseo (Abell 426) - (PanSTARRS1)
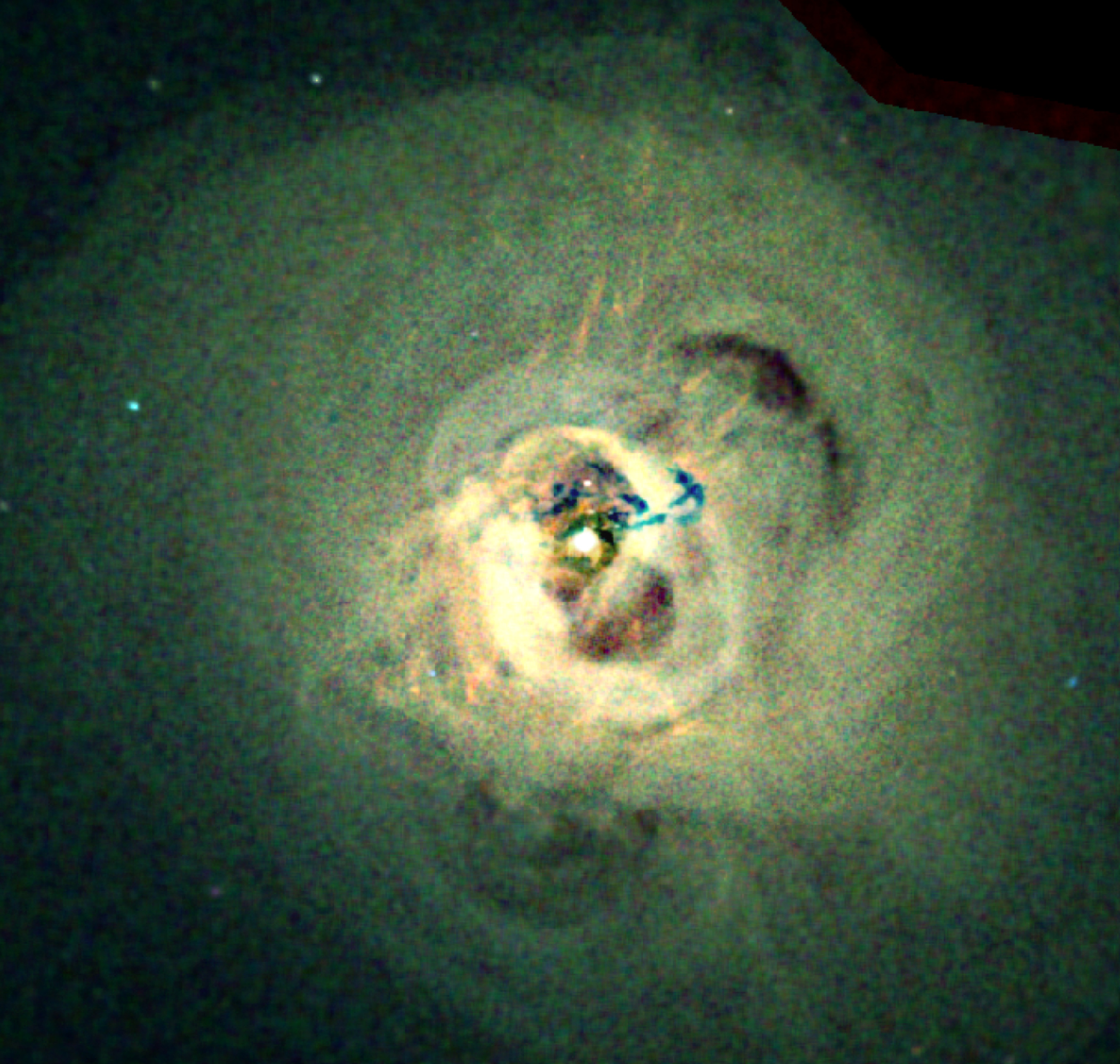
La zona centrale dell'ammasso di Perseo, ripreso ai raggi X dal telescopio spaziale Chandra.